# Nicolaas Petrus van Wyk Louw
Nicolaas Petrus van Wyk Louw (Sutherland, 11 juni 1906 – Johannesburg, 18 juni 1970) was een Zuid-Afrikaans schrijver en dichter.

## Levensloop

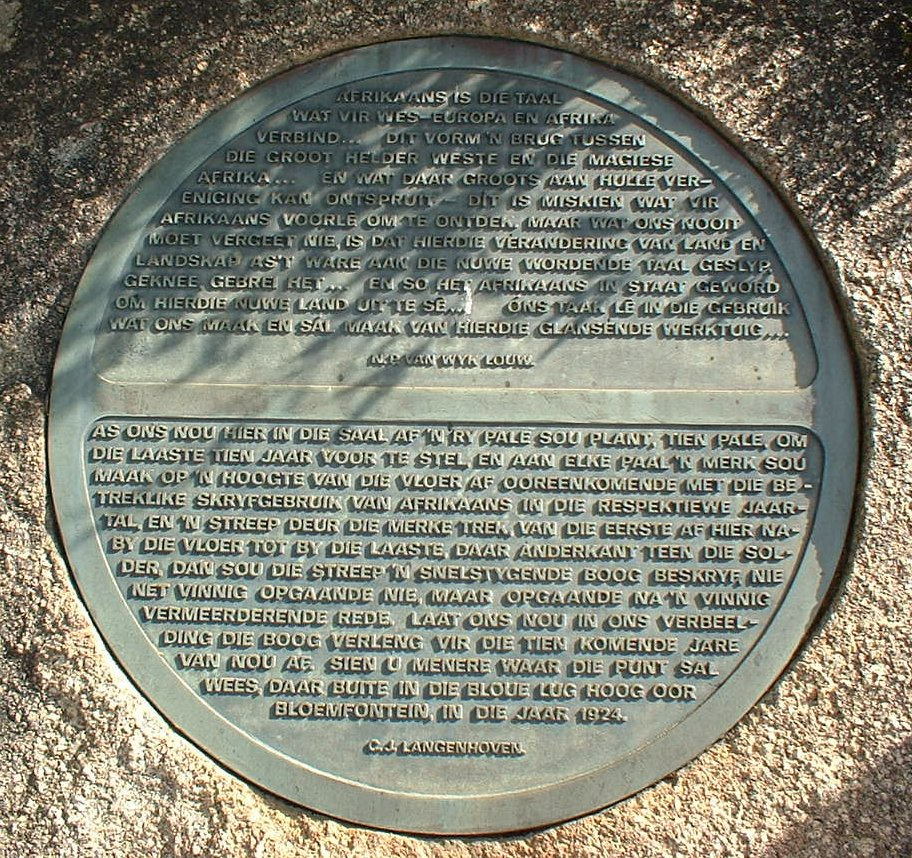
Tekst van Louw en C.J. Langenhoven op het Afrikaanse Taalmonument

Na veertien jaar in Sutherland gewoond te hebben verhuisde Louw in 1920 met zijn familie naar Kaapstad waar hij zijn schoolloopbaan voltooide. Vervolgens studeerde Louw filosofie en Duits in Kaapstad en werd hij voor een korte tijd onderwijzer voordat hij tot in 1930 als docent in die opvoedkunde aan de Universiteit van Kaapstad werd aangesteld.
In 1930 is N.P. van Wyk Louw getrouwd met Joan Wessels. Het huwelijk werd echter in 1938 ontbonden. Hij is later met Truida Pohl getrouwd. Sedert 1948 woonde het gezin Louw in Europa waar hij tot en met 1958 een hoogleraarschap in de Zuid-Afrikaanse letterkunde, geschiedenis en cultuur aan de Universiteit van Amsterdam bekleed heeft. Na zijn terugkeer vestigde hij zich in Johannesburg alwaar hij vanaf 1960 als hoofd van het Departement Afrikaans en Nederlands aan de Universiteit van die Witwatersrand werd aangesteld.
Louw dichtte aanvankelijk in het Engels, maar geïnspireerd door zijn jongere broer, de dichter W.E.G. Louw publiceerde hij in 1935 en 1937 de baanbrekende bundels Alleenspraak en Die Halwe Kring. Sedertdien wordt hij beschouwd als hoofdfiguur van de zogenaamde 'Dertigers' en zijn toneelstukken en dichtbundels verwierven de status van klassiekers. De schrijver Karel Schoeman beschouwt Louw als Zuid-Afrika's grootste dichter "en een van die min figure van wêreldformaat wat die land nog opgelewer het".
In 1945 richtte hij, samen met zijn broer W.E.G. Louw en de van oorsprong Nederlandse letterkundige H.A. Mulder, het tijdschrift Standpunte op, dat aanvankelijk als kwartaalblad, maar later zes maal per jaar verscheen, en dat ook thans nog kan gelden als het meest gezaghebbende culturele tijdschrift van Zuid-Afrika.

## Werken
- 1935 - Alleenspraak
- 1939 - Berigte te velde : opstelle oor die idee van 'n Afrikaanse nasionale letterkunde
- 1939 - Lojale verset : kritiese gedagtes oor ons Afrikaanse kultuurstrewe en ons literêre beweging
- 1941 - Raka
- 1947 - Die dieper reg : 'n spel van die oordeel oor 'n volk
- 1952 - Dias : 'n hoorspel
- 1954 - Nuwe Verse
- 1957 - Germanicus
- 1958 - Liberale nasionalisme : gedagtes oor die nasionalisme, liberalisme en tradisie vir Suid-Afrikaners met 'n kulturele nadrup
- 1961 - Dagboek van 'n soldaat : 'n hoorspel
- 1962 - Tristia
- 1968 - Berei in die woestyn : n sinne- en wa-spel
- 1974 - Blomme vir die winter : 'n hoorspel
- 1977 - Deurskouende verband

- Bibliothèque nationale de France: cb12033598q (data)
- Biografisch Portaal: 54141568
- Digitale Bibliotheek voor de Nederlandse Letteren: louw001
- Gemeinsame Normdatei: 119044447
- International Standard Name Identifier: 0000 0000 3175 0315
- Library of Congress Control Number: n79066068
- Nationale Bibliotheek van Israël: 987009624188705171
- Nederlandse Thesaurus van Auteursnamen: 070488533
- SNAC: w69g62xn
- Système universitaire de documentation: 028515498
- Virtual International Authority File: 61562192
- WorldCat: E39PBJfCCjX7r9YtHxWcJJ4rMP